# Vuorensaari (ö i Södra Savolax)
Vuorensaari är en ö i Finland. Den ligger i sjön Aitjärvi och i kommunen Pertunmaa i den ekonomiska regionen  S:t Michel och landskapet Södra Savolax, i den södra delen av landet, 160 km nordost om huvudstaden Helsingfors. Öns area är 1,8 hektar och dess största längd är 230 meter i sydväst-nordöstlig riktning.